# Шахлин, Борис Анфиянович
Бори́с Анфия́нович Шахли́н (27 января 1932, Ишим, Тюменская область, СССР — 30 мая 2008, Киев, Украина) — советский гимнаст, мастер спорта СССР (1952), заслуженный мастер спорта СССР (1955).
Семикратный чемпион Олимпийских игр (1956 — упражнения на коне, командное первенство; 1960 — абсолютное первенство, упражнения на коне, на брусьях, опорный прыжок; 1964 — упражнения на перекладине). Абсолютный чемпион мира (1958), Европы (1955), СССР (1954, 1957—1960, 1963). Чемпион мира (1954, 1958), Европы (1955,1963), СССР (1957—1964) в отдельных видах многоборья. Обладатель Кубка СССР (1955—1962).

## Биография
В 12 лет остался круглым сиротой, вместе с братом жил у бабушки. В 1944 году поступил в гимнастическую секцию. Его первым наставником стал В. А. Порфирьев, который воспитал у него чувство ответственности и умение ни при каких обстоятельствах не сдаваться, бороться до последнего. Он же посоветовал поехать учиться в Киевский институт физкультуры. В 1955 году окончил Киевский институт физкультуры.
Занимаясь под руководством опытного тренера А. С. Мишакова (среди его воспитанников легендарная гимнастка Лариса Латынина), в 22 года дебютировал в составе сборной СССР на чемпионате мира в Риме, выиграв командное первенство. В том же году впервые стал абсолютным чемпионом СССР. В 1956 году выиграл олимпийское золото. Всего в трёх Олимпиадах (1956—64) получил 7 золотых наград. Шахлина отличали спокойствие и уверенность в собственных силах; не случайно после победы на чемпионате Европы (1955) в ФРГ журналисты называли его «русским медведем», вышедшим на помост и раздавившим всех подряд.
Член КПСС с 1964 года. После окончания спортивной карьеры преподавал в Киевском институте физкультуры. В 1968 году стал судьёй международной категории. В начале 1970-х годов его избрали вице-президентом технического комитета Международной федерации гимнастики.
В честь Б. А. Шахлина установлена мемориальная доска на здании Свердловского техникума физической культуры в Екатеринбурге (улица Шаумяна, 85).
25 марта 1969 года почта Монголии выпустила серию почтовых марок (№ 520—527 + почтовый блок № 120). На марке № 525 номиналом 60 монге изображён Борис Шахлин, выполняющий упражнения на коне.

## Награды
- Орден Трудового Красного Знамени (27 апреля 1957 года) — за успехи, достигнутые в деле развития массового физкультурного движения в стране, повышения мастерства советских спортсменов, и успешное выступление на международных соревнованиях[6]
- Орден Ленина (16 сентября 1960 года) — за успешные выступления в XVII летних и VIII зимних Олимпийских играх 1960 года, а также за выдающиеся спортивные достижения[7]
- Орден «Знак Почёта» (30 марта 1965 года) — за успешные выступления на XVIII летних и IX зимних Олимпийских играх и выдающиеся спортивные достижения[8]
- Почётная грамота Кабинета Министров Украины (11 октября 1999 года) — за значительный личный вклад в развитие физической культуры и спорта, повышение авторитета Украины в мире, высокий уровень спортивных достижений[9]
- Орден «За заслуги» III степени (Украина, 19 января 2002 года) — за весомый личный вклад в развитие физической культуры и спорта на Украине, достижение высоких спортивных результатов[10]
- Серебряный Олимпийский орден Международного олимпийского комитета (МОК) (2002 год) — за вклад в олимпийское движение и личные спортивные заслуги[11]

## Б. А. Шахлин в изобразительном искусстве
В г. Ишиме установлен памятник Борису Шахлину. Создан Творческо-производственным объединением «Екатеринбургский художественный фонд» в 2011 году. Авторы: С.Титлинов, А.Медведев, С.Савин. При жизни за выдающимся спортсменом закрепилось звание «железный Шахлин». Авторы памятника выполнили скульптуру из нержавеющей стали, что олицетворяет несгибаемый характер гимнаста, жизнестойкость, силу и волю к победе.
Б. А. Шахлин на картине «Гимнасты СССР» академика Российской академии художеств Дмитрия Жилинского.

## Сочинения
- Моя гимнастика. — М., 1973.